# Ligota
Ligota [pronunciación en polaco: /liˈɡɔta/] es un pueblo ubicado en el distrito administrativo de Gmina Burzenin, dentro del Distrito de Sieradz, Voivodato de Łódź, en Polonia central. Se encuentra aproximadamente a 4 kilómetros al norte de Burzenin, a 15 kilómetros al sureste de Sieradz, y a 55 kilómeteos al suroeste de la capital regional Łódź.
El pueblo tiene una población de 246 habitantes.